# Campiglossa menyuanana
Campiglossa menyuanana este o specie de muște din genul Campiglossa, familia Tephritidae, descrisă de Wang în anul 1996. Conform Catalogue of Life specia Campiglossa menyuanana nu are subspecii cunoscute.